# NGC 4010
NGC 4010 је спирална галаксија у сазвежђу Велики медвед која се налази на NGC листи објеката дубоког неба.
Деклинација објекта је + 47° 15' 37" а ректасцензија 11h 58m 37,1s. Привидна величина (магнитуда) објекта NGC 4010 износи 12,3 а фотографска магнитуда 13,0. Налази се на удаљености од 18,656 милиона парсека од Сунца. NGC 4010 је још познат и под ознакама UGC 6964, MCG 8-22-49, CGCG 243-34, PGC 37697.